# Bittacus sobrinus
Bittacus sobrinus är en näbbsländeart som beskrevs av Bo Tjeder 1956. Bittacus sobrinus ingår i släktet Bittacus och familjen styltsländor. Inga underarter finns listade i Catalogue of Life.